# Frank Mühlenbeck
Frank Mühlenbeck (* 24. April 1975 in Düsseldorf) ist ein deutscher Buchautor und Unternehmer. 

## Leben
Frank Mühlenbeck wurde 1975 in Düsseldorf geboren. Nach seinem Abitur am Otto-Hahn-Gymnasium in Monheim am Rhein studierte er Betriebswirtschaftslehre an der Universität zu Köln. Kurz vor Ende des Studiums sammelte Mühlenbeck ein halbes Jahr Berufserfahrung in Spanien und gründete nach Abschluss als Diplom-Kaufmann im Jahr 2003 die spanische GmbH Surf-Corner S.L., in der er zu 50 % beteiligt war. Geschäftszweck war der Betrieb von Internet-Cafés und Hotspots in Hotels auf den Kanarischen Inseln. Ab 2002 baute er als wissenschaftlicher Mitarbeiter unter der Leitung von Richard Köhler drei Jahre das Alumninetzwerk der Universität Köln (KölnAlumni) auf.
2006 gründete Mühlenbeck zusammen mit Klemens Skibicki die Unternehmensberatung Brain Injection Ltd. & Co. KG. Neben dem Aufbau eigener Plattformen wie MeinAnteil.de und MeinBuchregal.de publizierte Mühlenbeck gemeinsam mit Skibicki und anderen Autoren vier weitere Bücher über Social Media Marketing und wertete dazu Studien aus Anfang 2010 gründete Mühlenbeck gemeinsam mit Klemens Skibicki, Christian Solmecke und Ralf Höcker das Deutsche Institut für Kommunikation und Recht im Internet als An-Institut der Cologne Business School, dessen Geschäftsführer er ist. 2012 gründete Mühlenbeck gemeinsam mit Klemens Skibicki und Michael Buck die Convidera GmbH. Seine Anteile verkaufte er nach dem Aufbau 2016. Im Juli 2016 startete Mühlenbeck das Digitalmagazin Transformieren.com. Im März 2017 gründete er die Digital Diamant GmbH, die er als geschäftsführender Gesellschafter leitet. 2017 kaufte er das seit 1999 bestehende Digitalmagazin contentmanager.de.

## Werke (Auszug)
- Verbrauchermacht im Internet. Geld sparen, Geld verdienen, Recht bekommen. (1. Aufl. 10/2008) Frank Mühlenbeck, Klemens Skibicki, BrunoMedia Verlag Köln ISBN 978-3-9811506-8-1
- Wir sind das Web. Erfolgreicher flirten, professioneller bewerben, gezielter shoppen – so nutzen Sie die Chancen des neuen Internet-Zeitalters. (1. Aufl. 11/2008) Frank Mühlenbeck, Klemens Skibicki Brunomedia Verlag Köln ISBN 978-3-9811506-9-8
- Lexikon der Internetfallen. Was Ihnen im Netz blühen kann und was Sie dagegen tun können Ralf Höcker, Klemens Skibicki, Frank Mühlenbeck, 2010 Ullstein Verlag ISBN 978-3-548-37322-5

## Artikel
- Die Social Media Revolution – Facebook, Twitter & Co verstehen oder untergehen! in: FM Kundenmagazin Pay April 2010
- Journalismus und die Web-2.0-Revolution, Leitartikel in: Fachjournalist, Heft 1 – Januar 2010, 10. Jg. ISSN 1860-2827, S. 3–9
- Authentizität von Hotelbewertungsplattformen in: Social Web im Tourismus, Springer Verlag (August 2010)
- Social Media Marketing in: Performance Marketing – Erfolgsbasiertes Online Marketing: Mehr Umsatz im Internet mit Suchmaschinen, Bannern, E-Mails & Co, Business Village Verlag, 3. Aufl.
- Web 2.0 im Tourismus, in: TourHP 08-08, S. 11–15
- Umsatzpotentiale ausschöpfen mit Web 2.0 in: Reseller News Nr. 9/28. Februar 2008, S. 50–51